# Paraphlaeoba
Paraphlaeoba is een geslacht van rechtvleugeligen uit de familie veldsprinkhanen (Acrididae). De wetenschappelijke naam van dit geslacht is voor het eerst geldig gepubliceerd in 1902 door Ignacio Bolívar.

## Soorten
Het geslacht Paraphlaeoba omvat de volgende soorten:
- Paraphlaeoba carinata Bolívar, 1902
- Paraphlaeoba ceylonica Ramme, 1941
- Paraphlaeoba platyceps Bolívar, 1902
- Paraphlaeoba simoni Bolívar, 1902